# Giberto II Pio
Giberto II Pio (Carpi, ... – Persiceto, 17 luglio 1446) è stato un politico e condottiero italiano, consignore di Carpi.

## Biografia
Nacque nei anni del XV secolo, figlio di Marco I Pio, signore di Carpi, e di Taddea Roberti.
Nel 1418 il padre morì, lasciando la signoria ai quattro figli maschi: Giovanni, Giberto II, Alberto II e Galasso II, di cui gli ultimi tre ancora minorenni. Alla signoria non si applicava il principio della primogenitura e quindi essa veniva gestita in condominio tra tutti gli eredi maschi legittimi, ciò che comportava la coesistenza di più signori, talvolta anche molti, e spesso aspre contese tra gli stessi. I figli di Marco, invece, dimostrarono una notevole disponibilità ad andare d'accordo, e, dopo la morte del primogenito nel 1431, decisero, per evitare malintesi successivi, di spartirsi preventivamente, di comune accordo, i beni allodiali e i castelli della montagna, e lasciando indivisa solo la signoria di Carpi.
Nel 1446 scese in armi contro i Bentivoglio, signori di Bologna, per consegnare la città ai Visconti. Si impossessò di Crevalcore e Persiceto, ma qui morì in battaglia il 17 luglio 1446.

## Discendenza
Giberto II sposò in prime nozze Alda di Aldobrandino da Polenta signore di Ravenna, dalla quale ebbe i figli: 
- Cornelia Taddea (1441-1521), sposò Giulio Ascanio Boiardo, conte di Scandiano;
- Marco, associato alla signoria dagli zii.

Sposò in seconde nozze Elisabetta Migliorati da Fermo (ca. 1410 - testò l'11 dicembre 1457,) dalla quale ebbe i figli:
- Ludovico (?-ante 1464), associato alla signoria dagli zii, fu condottiero di ventura nell'esercito pontificio;
- Cleofe (?-testò il 22 marzo 1513[3]), sposò nel 1458 Giovanni I Borromeo, conte di Arona (12 maggio 1439-14 novembre 1495);
- Camilla (1440-1504), religiosa..

Delle altre due figlie non è nota la madre:
- Verde, sposò Giovanni Rossi;
- Eleonora, sposò Delfino da Barignano.

## Ascendenza
|                                    |   |                       | Genitori                 |  |  | Nonni |  |  | Bisnonni      |  |  | Trisnonni      |  |
|                                    |   |                       |                          |  |  |       |  |  | Galasso I Pio |  |  | Manfredo I Pio |  |
|                                    |   |                       |                          |  |  |       |  |  | Galasso I Pio |  |  | Manfredo I Pio |  |
|                                    |   | Fiandrina de' Bocchi  |                          |  |  |       |  |  | Galasso I Pio |  |  |                |  |
| Giberto I Pio, IV signore di Carpi |   |                       |                          |  |  |       |  |  | Galasso I Pio |  |  |                |  |
|                                    |   | Beatrice da Correggio | Giberto III da Correggio |  |  |       |  |  |               |  |  |                |  |
|                                    |   | Beatrice da Correggio | Giberto III da Correggio |  |  |       |  |  |               |  |  |                |  |
|                                    |   | Beatrice da Correggio | Elena Malaspina          |  |  |       |  |  |               |  |  |                |  |
| Marco I Pio, V signore di Carpi    |   | Beatrice da Correggio |                          |  |  |       |  |  |               |  |  |                |  |
|                                    |   | …                     | …                        |  |  |       |  |  |               |  |  |                |  |
|                                    |   | …                     | …                        |  |  |       |  |  |               |  |  |                |  |
|                                    |   | …                     | …                        |  |  |       |  |  |               |  |  |                |  |
| Bianca Casati                      |   | …                     |                          |  |  |       |  |  |               |  |  |                |  |
|                                    |   | …                     | …                        |  |  |       |  |  |               |  |  |                |  |
|                                    |   | …                     | …                        |  |  |       |  |  |               |  |  |                |  |
|                                    |   | …                     | …                        |  |  |       |  |  |               |  |  |                |  |
| Giberto II Pio di Savoia           |   | …                     |                          |  |  |       |  |  |               |  |  |                |  |
|                                    | … | …                     |                          |  |  |       |  |  |               |  |  |                |  |
|                                    | … | …                     |                          |  |  |       |  |  |               |  |  |                |  |
|                                    | … | …                     |                          |  |  |       |  |  |               |  |  |                |  |
| Cabrino de’ Roberti                | … |                       |                          |  |  |       |  |  |               |  |  |                |  |
|                                    |   | …                     | …                        |  |  |       |  |  |               |  |  |                |  |
|                                    |   | …                     | …                        |  |  |       |  |  |               |  |  |                |  |
|                                    |   | …                     | …                        |  |  |       |  |  |               |  |  |                |  |
| Taddea de' Roberti                 |   | …                     |                          |  |  |       |  |  |               |  |  |                |  |
|                                    |   | …                     | …                        |  |  |       |  |  |               |  |  |                |  |
|                                    |   | …                     | …                        |  |  |       |  |  |               |  |  |                |  |
|                                    |   | …                     | …                        |  |  |       |  |  |               |  |  |                |  |
| Margherita del Sale                |   | …                     |                          |  |  |       |  |  |               |  |  |                |  |
|                                    |   | …                     | …                        |  |  |       |  |  |               |  |  |                |  |
|                                    |   | …                     | …                        |  |  |       |  |  |               |  |  |                |  |
|                                    |   | …                     | …                        |  |  |       |  |  |               |  |  |                |  |
|                                    |   | …                     |                          |  |  |       |  |  |               |  |  |                |  |